# Damblans
Eugène Damblans (Montevideo, 14 de julio de 1865 - Bois-Colombes, 21 de enero de 1945) más conocido como Damblans, fue un acuarelista e ilustrador uruguayo y francés.

## Biografía
De padres franceses, Damblans nació en Uruguay. Comenzó a trabajar como ilustrador para periódicos argentinos hasta que tuvo 25 años, cuando se mudó a Francia. En la tierra de sus padres, empezó a trabajar como ilustrador para la revista La Caricature, luego colaboró Maison de la bonne presse, en particular para Le Pèlerin. También trabajó para el Journal des romans populaires illustrés de Éditions Tallandier, Noël Illustré (semanario infantil), La Terre Illustrée, Journal des Voyages, Jeunesse amusante, Le Petit Journal, L'Echo du Noel, L'Illustré national y Le Soleil du dimanche. A menudo dibujaba grandes escenas exóticas o eventos noticiosos en países lejanos, bien fueran colonias francesas u otros lugares. También creó escenas de género infantil, un retrato del pintor y grabador Aimé Dallemagne.

## Obras
Algunas de las obras realizadas por Damblans para la revista Le Petit Journal:

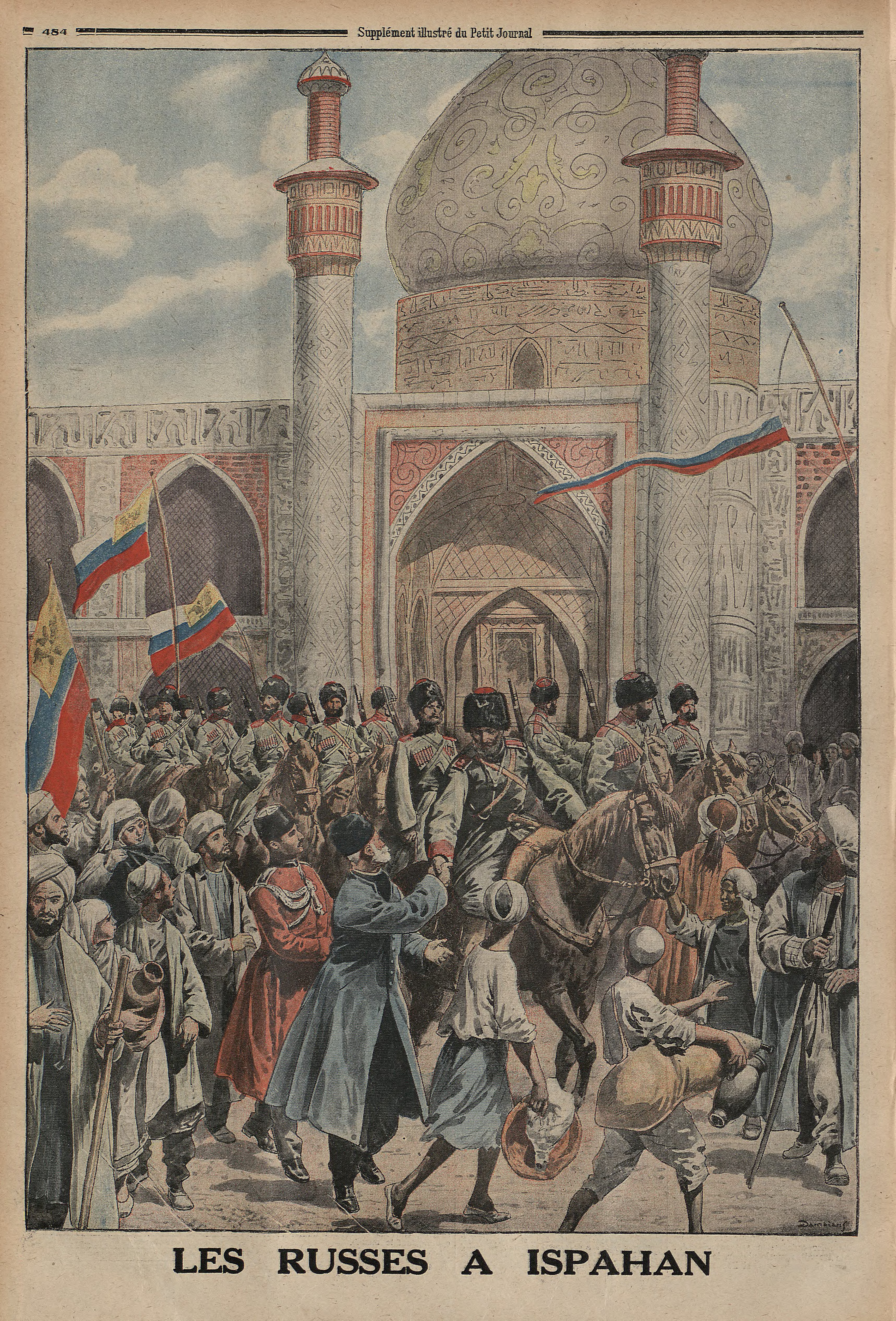
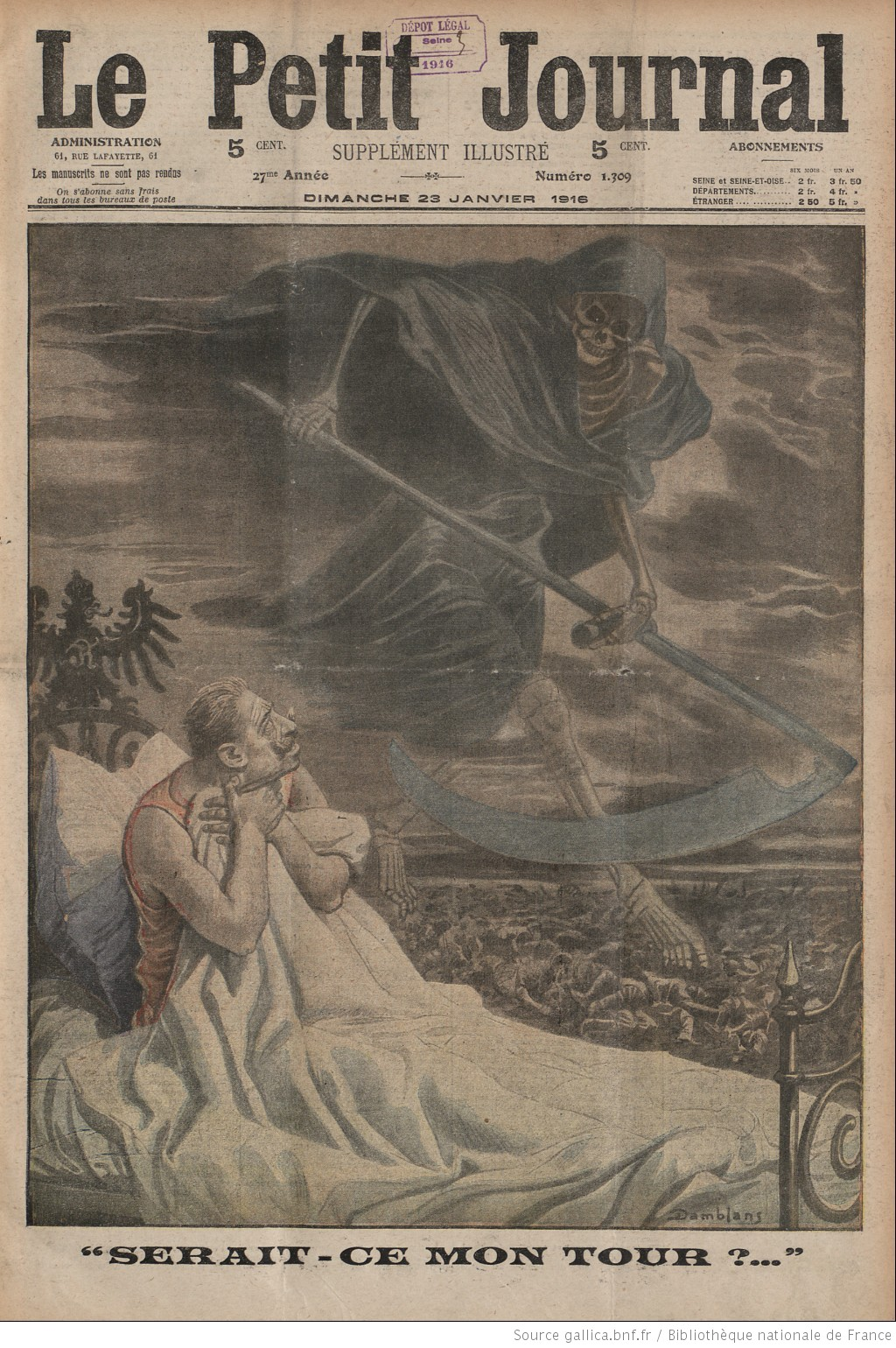
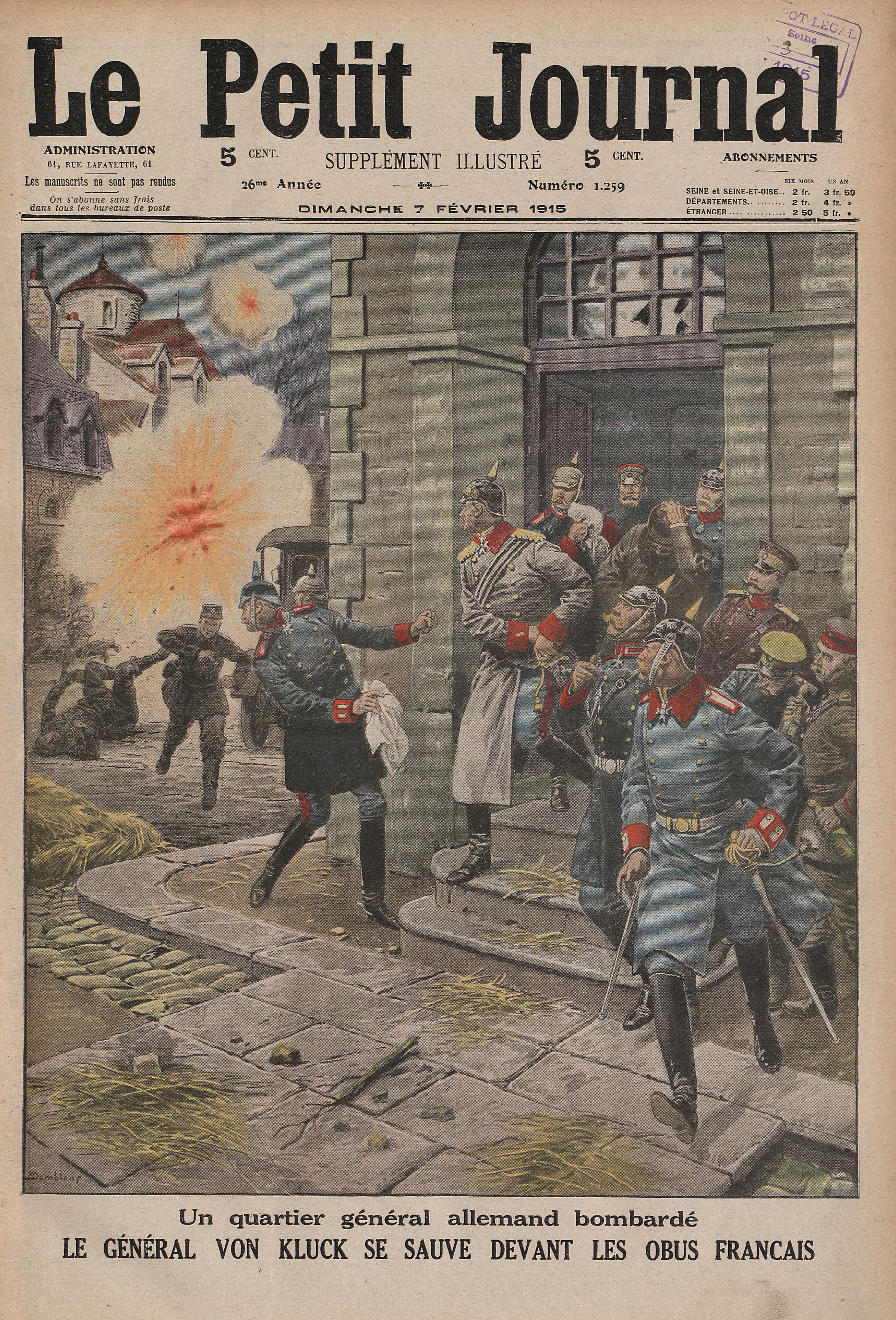
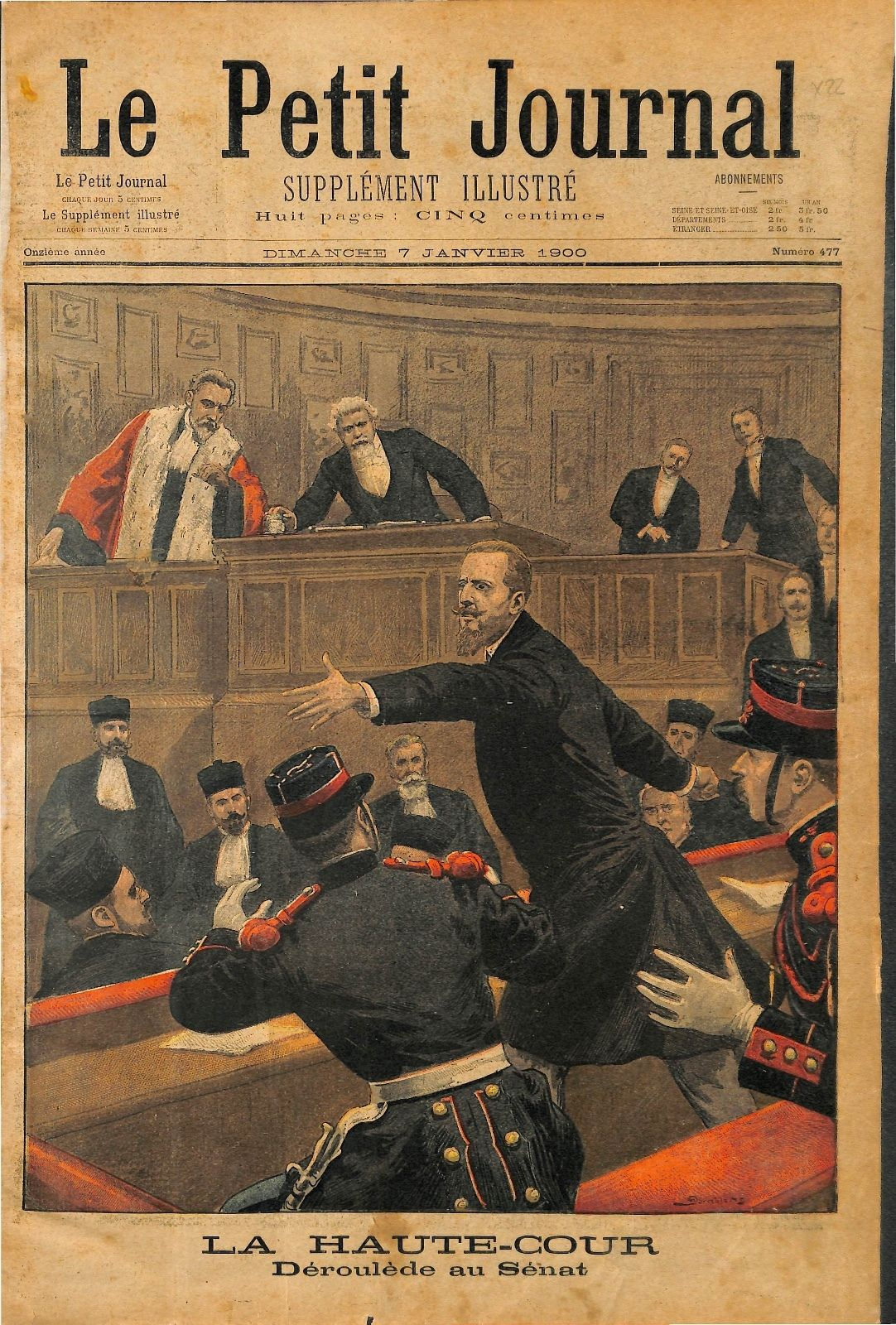